# 417e régiment d'infanterie
Le 417e régiment d'infanterie (417e RI) est un régiment d'infanterie de l'Armée de terre française actif pendant la Première Guerre mondiale. Constitué en 1915 avec des éléments provenant des dépôts de la 17e région militaire (Toulouse), il combat jusqu'à sa dissolution en octobre 1917.

## Création et différentes dénominations
- Création le 1er avril 1915, à Caylus (Tarn-et-Garonne)
- Dissous le 9 octobre 1917.

## Chefs de corps
- 1er avril 1915 - 1er août 1916 : lieutenant-colonel Cosman[1],[2]
- 2 août 1916 - 31 août 1917 : lieutenant-colonel Mauriot[2],[3]
- 10 septembre - 9 octobre 1917 : commandant Bathélémy (nommé lieutenant-colonel à titre temporaire)[3],[4]

## Affectation
- 152e division d'infanterie d'avril à juin 1915
- 121e division d'infanterie de juin 1915 à octobre 1917

## Historique

### 1915
Le régiment est formé le 1er avril 1915 à Caylus, avec trois bataillons. Les régiments dont le numéro est supérieur à 400 sont des régiments de marche.

### 1916
- Juillet, bataille de la Somme, vers Estrées et Belloy-en-Santerre.
- 11 août : dans la Somme, vers Le Chandelier, chargé sous les ordres du capitaine Toujan de nettoyer une tranchée, le régiment est attaqué, le combat se termine au corps à corps. Le peloton a perdu les deux tiers de son effectif mais a maintenu le terrain.
- Octobre : la Somme, Génermont.

### 1917
- En mars, dans l'Aisne, Liez, Rémigny, Vendeuil.
- En avril, vers Arvillers.
- Septembre, le régiment opère dans l'Aisne.
- 20 septembre : le régiment prend part à la 2e bataille des Flandres.
- Octobre : Dissolution du régiment. Un bataillon part dans le 167e RI et un autre dans le 168e RI[5].

## Drapeau

Inscriptions sur le drapeau du.

Il porte, cousues en lettres d'or dans ses plis, les inscriptions suivantes :
- La Somme 1916
- L'Aisne 1917

Le régiment a reçu une citation à l'ordre du corps d'armée.

## Personnalités ayant servi au417eRI
- Marcel Étévé (1891-1916), lieutenant de la 1e compagnie, tué à Estrée le 20 juillet 1916, inscrit au Panthéon dans la liste des 560 écrivains morts pour la France

## Sources et bibliographie
- Historique du 417e régiment d'Infanterie : guerre 1914-1918, Toulouse, Imprimerie et librairie Edouard Privat, 1920, 36 p., lire en ligne sur Gallica.